# Equipos ciclistas españoles en 2011
Equipos ciclistas españoles en 2011, se refiere a la relación de equipos ciclistas profesionales españoles de la modalidad de ciclismo en ruta en la temporada 2011.
Respecto a la temporada anterior desapareció el equipo Xacobeo Galicia. Además, el equipo Andalucía-CajaSur pasó a denominarse Andalucía Caja Granada, el Caisse d'Epargne pasó a denominarse Movistar Team, el Footon-Servetto (antiguo Fuji-Servetto) pasó a denominarse Geox-TMC y el Orbea pasó a denominarse Orbea Continental. Por su parte, el Caja Rural ascendió y el Geox-TMC descendió a la categoría Profesional Continental.

## Equipos

### Equipos UCI ProTeam
- Euskaltel-Euskadi
- Movistar Team

### Equipos Profesionales Continentales
- Andalucía Caja Granada
- Caja Rural
- Geox-TMC

### Equipos Continentales
- Burgos 2016-Castilla y León
- Orbea Continental

## Clasificaciones UCI

### UCI WorldTour
| Posición | Equipo            |
| 13º      | Movistar Team     |
| 14º      | Euskaltel-Euskadi |

### Circuitos Continentales UCI

#### UCI Africa Tour
| Posición | Equipo                      |
| 18º      | Burgos 2016-Castilla y León |

#### UCI America Tour
| Posición | Equipo                 |
| 25º      | Andalucía Caja Granada |

#### UCI Asia Tour
| Posición | Equipo                 |
| 31.º     | Andalucía Caja Granada |
| 41.º     | Caja Rural             |
| 64.º     | Geox-TMC               |

#### UCI Europe Tour
| Posición | Equipo                      |
| 15º      | Geox-TMC                    |
| 28º      | Caja Rural                  |
| 58.º     | Orbea Continental           |
| 62.º     | Andalucía Caja Granada      |
| 88.º     | Burgos 2016-Castilla y León |